# Synopeas fluminale
Synopeas fluminale är en stekelart som beskrevs av Yamagishi 1980. Synopeas fluminale ingår i släktet Synopeas och familjen gallmyggesteklar. Inga underarter finns listade i Catalogue of Life.